# Farim
Farim és una vila i un sector de Guinea Bissau, capital de la regió d'Oio. Té una superfície 1.532 kilòmetres quadrats. En 2008 comptava amb una població de 48.465 habitants, dels que 6.405 viuen al nucli urbà.

## Història
Farim fou fundada el 1641 pel capità major de Cacheu, qui va reclutar lançados del riu Geba per anar a on serien menys vulnerables als atacs de les tribus africanes. El nom deriva de farim, el títol dels governants locals malinkes. Per la seva banda, malinkes i soninkes anomenaren l'assentament el Tubabodaga ("poble dels blancs"). Estava ben situat com a port, ja que el riu era navegable pels vaixells des de Cacheu.
Esdevingué un presídio (guarnició) malgrat una ordre datada el 10 de novembre de 1696, en reacció a un atac anticipat de la propera Canico. La zona es va mantenir tranquil·la en general, i les defenses es van deteriorar gradualment. Va ser un punt de suport contra Oio en 1897 i 1902. Farim va començar a créixer de debò en la dècada de 1910, quan s'hi instal·laren més de vint empreses comercials, i va esdevenir ciutat (vila) en 1918. En 1925 esdevingué centre comercial i experimentà un influx de comerciants libanesos i sirians pel cacauet i la fusta. La seva economia es va veure força malmesa en la dècada del 1960 i 1970 per la guerra d'independència de Guinea Bissau. L'1 de novembre 1965 es produí un enfrontament amb militants del moviment clandestí PAIGC en la que van morir 20 persones i més de 70 van resultar ferides.